# Valérie Masson-Delmotte
Valérie Masson-Delmotte (Nancy, 29 oktober 1971) is een Franse paleoklimatologe en invloedrijk klimaatwetenschapper.  Ze is als onderzoeksdirecteur verbonden aan het Commissariat à l'énergie atomique et aux énergies alternatives (CEA).

## Biografie
Valérie Masson-Delmotte behaalde een graad in Advanced Studies in Engineering met onderscheiding aan de École centrale Paris in 1993 en promoveerde tot een doctoraat in de fysica, meer bepaald stromingsleer en warmteoverdracht, aan dezelfde instelling in 1996. Haar doctoraatsthesis was "Simulation du climat de l’holocène moyen à l’aide de modèles de circulation générale de l’atmosphère ; impacts des paramétrisations". Na haar doctoraat begon Masson-Delmotte als onderzoeker bij het Commissariaat voor Atoomenergie (CEA), met name het laboratorium voor klimaat en milieuwetenschappen. Ze werd hoofd van een onderzoeksgroep in 1998, hoofd van de paleoklimatologiegroep in 2004, en sinds 2008 is ze Research Director/Senior Scientist bij CEA. Haar onderzoek omvat waterdampbewaking en combineert vroegere klimaatvariabiliteit (via ijskernen, boomringen) met simulaties, om actuele klimaatmodellen aan te pakken.
Masson-Delmotte onderzoekt hoe het klimaat over periodes van honderdduizenden jaren is geëvolueerd. Ze brengt haar onderzoek onder de aandacht van het brede publiek, inclusief heldere communicatie voor kinderen, en weet te wegen op het beleid. 
Masson-Delmotte werd in oktober 2015 binnen het Intergovernmental Panel on Climate Change (IPCC) van de Verenigde Naties verkozen tot medevoorzitter van Working Group 1 (WGI), dit is de werkgroep die "de fysieke wetenschappelijke basis onderzoekt". Zij was coördinerend hoofdauteur van het hoofdstuk Paleoklimatologie in het IPCC vijfde beoordelingsrapport uit 2014. Masson-Delmotte is ook de sturende motor binnen de werkgroep WGI van IPCC voor het zesde beoordelingsrapport. Via het IPCC probeert ze klimaatverdragen als het Kyoto-protocol en het Akkoord van Parijs te bewaken en bij te sturen.

## Erkenning
Als deelneemster aan het "EPICA – European Project for Ice Coring in Antarctica" was ze in maart 2008 een van de laureaten van de Descartesprijs 2007. In 2013 volgde de Prix Irène-Joliot-Curie, in 2015 onder meer de Prix Jean-Perrin. Sinds 2014 is ze lid van de Franse Onderzoeksraad.  In 2014 werd ze door Thomson Reuters erkend als ‘highly cited scientist’ en in 2018 haalde ze "Nature’s 10", een lijst van tien mensen die er in de wetenschap toe doen, elk jaar opgesteld door het tijdschrift Nature. De KU Leuven en de Universiteit Utrecht promoveerden haar in 2020 tot doctor honoris causa.